# Tatu (Vorname)
Tatu ist ein männlicher Vorname, der vor allem in Finnland verbreitet ist.

## Herkunft und Verbreitung
Tatu geht auf die hebräische Sprache zurück und bedeutet „Geliebter Daniel“.
Der Name kommt seit Anfang des 20. Jahrhunderts vor, besondere Verbreitung hatte er von 1980 bis 2009.
Namenstag ist am 11. Dezember.

## Namensträger
- Tatu Backman (* 1979), finnischer Eishockeyspieler
- Tatu Kolehmainen (Taavetti Heikki Kolehmainen; 1885–1967), finnischer Langstreckenläufer
- Tatu Väänänen (* 1983), finnischer Unihockeyspieler und -trainer
- Tatu Vanhanen (1929–2015), finnischer Politikwissenschaftler
- Tatu Ylönen (* 1968), finnischer Informatiker

## Fiktive Figuren
- Tatu und Patu, Hauptfiguren einer finnischen Kinderbuchreihe von Aino Havukainen und Sami Toivonen[4]